# Helia mollealis
Helia mollealis är en fjärilsart som beskrevs av Walker 1858. Helia mollealis ingår i släktet Helia och familjen nattflyn. Inga underarter finns listade i Catalogue of Life.